# Monastero di San Teodoro (Corfù)
Il Sacro Monastero di San Teodoro (in greco Ιερά Μονή των Αγίων Θεοδώρων?) è un monastero greco-ortodosso di Corfù sito nella Paleopoli e ricompreso nella giurisdizione della Metropolia di Corfù, Passo e isole Diapontie.

## Storia

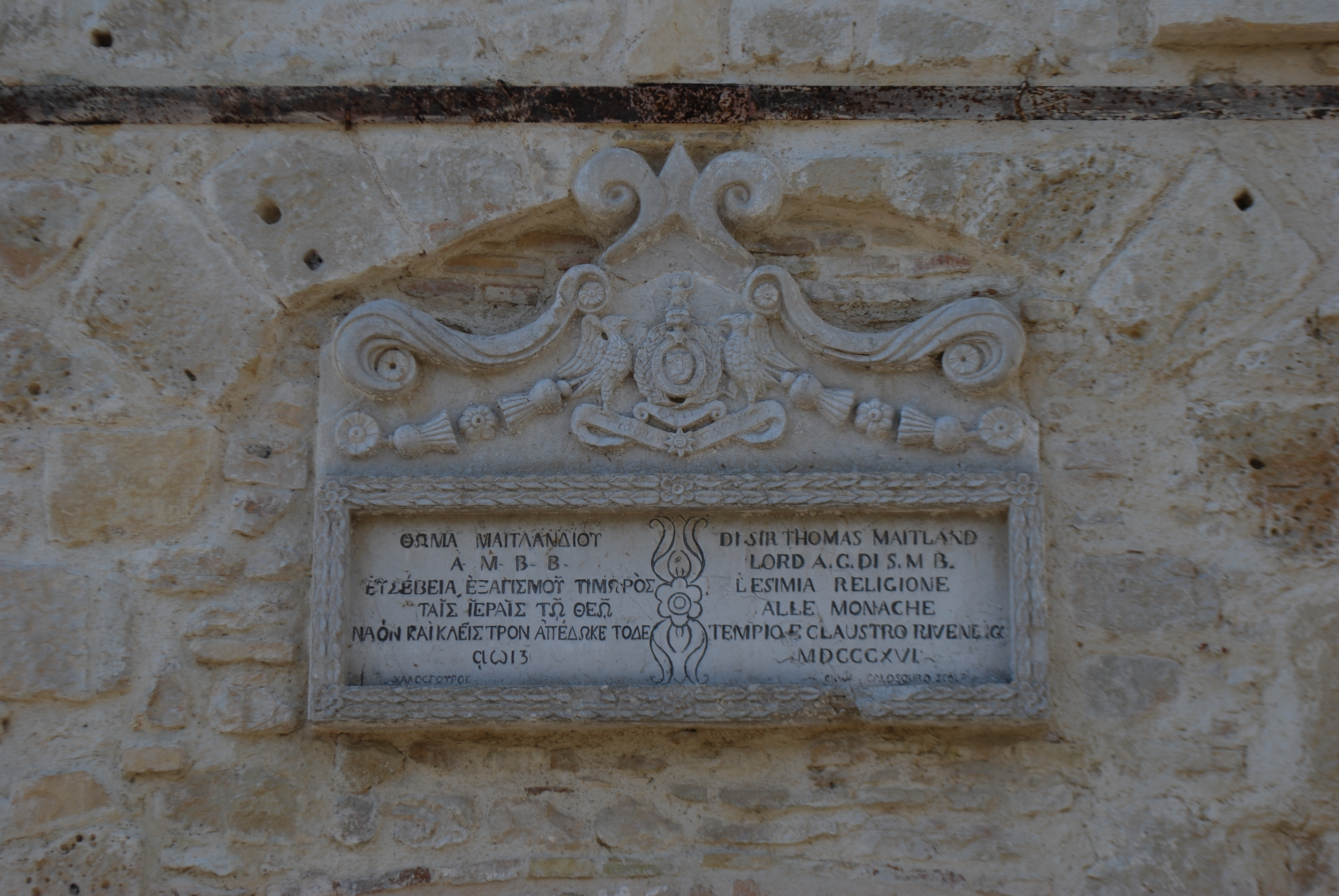
Targa commemorativa del restauro e ampliamento del monastero ad opera di Thomas Maitland.

Il monastero fu costruito tra il XV e il XVII secolo sulle rovine di una basilica paleocristiana del V secolo e nei pressi del tempio di Artemide, utilizzando anche materiali di risulta dalle rovine greco-romane.
Nel 1797 durante l'occupazione francese dell'isola il monastero fu confiscato dalle autorità francesi e utilizzato per ospitare una guarnigione militare. Una targa sul catholicon del monastero ricorda alcuni interventi di restauro e ampliamento ad opera di Thomas Maitland.
L'edificio fu vittima di un devastante incendio nel 1912 o nel 1915 e subì danni dai bombardamenti italo-tedeschi durante la seconda guerra mondiale, venendo restaurato nel 1969.